# Santa María de los Llanos
Pour les articles homonymes, voir Llanos (homonymie).
Santa María de los Llanos est une municipalité espagnole de la province de Cuenca, dans la région autonome de Castille-La Manche.